# Елисеев, Михаил Григорьевич
Михаил Григорьевич Елисеев (1899—1943) — младший сержант Рабоче-крестьянской Красной армии, участник Великой Отечественной войны, Герой Советского Союза (1943).

## Биография
Михаил Елисеев родился 7 ноября 1899 года в деревне Колунец (ныне — Тетюшский район Татарстана). Получил неполное среднее образование, после чего работал продавцом в городе Волжске Марийской АССР. В марте 1942 года Елисеев был призван на службу в Рабоче-крестьянскую Красную Армию и направлен на фронт Великой Отечественной войны. К январю 1943 года младший сержант Михаил Елисеев командовал орудием противотанковой батареи 106-й танковой бригады 12-го танкового корпуса 3-й танковой армии Воронежского фронта. Отличился во время боёв в Воронежской области.
17 января 1943 года в бою у деревни Татарино (ныне Каменского района) расчёт Елисеева уничтожил несколько немецких автомашин, подбил два танка, нанёс противнику большой урон в живой силе. В том бою Елисеев погиб.
Указом Президиума Верховного Совета СССР «О присвоении звания Героя Советского Союза начальствующему и рядовому составу Красной Армии» от 19 июня 1943 года за «образцовое выполнение боевых заданий командования на фронте борьбы с немецкими захватчиками и проявленные при этом отвагу и геройство» удостоен посмертно звания Героя Советского Союза.
Также посмертно был награждён орденом Ленина.
В честь Елисеева названы улицы в Татарино и Волжске.